# Olathe (Kansas)
Olathe is een plaats (city) in de Amerikaanse staat Kansas, en valt bestuurlijk gezien onder Johnson County.

## Demografie
Bij de volkstelling in 2000 werd het aantal inwoners vastgesteld op 92.962.
In 2006 is het aantal inwoners door het United States Census Bureau geschat op 114.662, een stijging van 21700 (23.3%).

## Geboren
- Charles Rogers (1904-1999), acteur en muzikant

## Geografie
Volgens het United States Census Bureau beslaat de plaats een oppervlakte van
141,1 km², waarvan 140,3 km² land en 0,8 km² water. Olathe ligt op ongeveer 256 m boven zeeniveau.

## Plaatsen in de nabije omgeving
De onderstaande figuur toont nabijgelegen plaatsen in een straal van 16 km rond Olathe.